# 以上皆非
「以上皆非」，或者None of the above（NOTA），又稱“反對一切”或“刮”票（against all或scratch），是選票的可能選項，旨在讓選民在選舉中可以表示其反對選舉候選人的看法。它基於這樣一個原則，即同意要求能夠在選舉中拒絕同意，就像他們可以在投票問題上投票“否”一樣。
不少國家或地區都有這項制度，如印度、希臘、烏克蘭。
當投票中列出「以上皆非」時，「以上皆非」有可能獲得多選票，因此“贏得”選舉。這情形出現時可能會補選，但也可能無關緊要。

## 西班牙

### 空白選票
西班牙的投票規定，空白選票是“以上都不是”（voto en blanco），但很少有機會影響選舉席位分配。它主要視為候選人不贊成的統計指標。空白選票只會增加「有效選票」的數量，提高政黨選舉門檻（3％和5％，具體取決於選舉型態）。超過門檻的政黨根據頓特法取得席位。

### 空出席位
自1999年以來，出現了幾個政黨，以便在議會中看到“以上皆非”選項並且會出現空缺席位。這些黨派參加了2011年西班牙大選。
在地方層級，如2011年地方選舉，在巴塞隆納等城市的空白席位，獲得1萬5582張選票（平均有效選票的1.71％）。

## 美國
美國內華達州在1976年採用“以上候選人皆非 ”作為投票選項時，可以追溯美國投票選項之中“以上皆非”的起源。

## 加拿大
加拿大的選舉並沒有正式列出“以上皆非”選票。然而，在一些省級選舉，通過參加投票站並正式“拒絕投票”，在實際上視為“以上皆非”。
安大略省的以上皆非黨是已註冊政黨，儘管其規定的任務是讓其候選人在立法機關中擔任無黨籍的代表，反映其選民的觀點和利益，而不僅是「不接受所有候選人」而已。

## 功能類似“以上皆非”的程序

### 重新提名（RON）
- 某些非政治選舉有「重新提名」選項，如公司內部提名。
- 在可轉讓投票選舉中，RON並非嚴格不屬於上述候選人，因為當RON在計票期間淘汰時，如有這些偏好，其投票將轉移給其他候選人。

## 濫用
- 日本有政黨以「無支持政黨」為名，若選民寫了「無支持」，通常本意是不支持任何候選者，但在政黨票中卻會被視為支持這個名為「無支持政黨」的政黨。

## 另見
- 棄權票（non-voting）
- 不信任动议
- 逆反票
- 策略投票
- 海選
- 廢票

## 外部連結
- NOTA UK campaigning for real and lasting electoral reform in the UK since 2010（页面存档备份，存于）
- Rainbow Coalition - NOTA on Ballot - Random Selection of Man & Woman from pool of NOTA electorate following first past the post win（页面存档备份，存于）
- Voters for None of the Above
- Green Party of California v. Jones (1995) Archive.today的存檔，存档日期2013-01-23 [registration required]
- None of the Above DNC Parody Site
- Website of Geoff Robinson, aka Of the Above None
- None Of The Above - Tennessee
- NOTA party UK
- Escons en Blanc - Blank Seats, Spain（页面存档备份，存于）
- Movimiento Ciudadano por el Voto en Blanco Computable - Escaños en Blanco (Citizens' Movement for the Blank Counting Ballot - Blank Seats) Spain
- No Candidate Deserves My Vote! party uk
- Campaign for a None of the Above option
- Campaign for a None of the Above option in Uruguay
- "Declining to vote" in Canada（页面存档备份，存于）
- Above and Beyond party（页面存档备份，存于）